# Alexander Grünwald
Alexander Grünwald (Klagenfurt, 1 de maio de 1989) é um futebolista profissional austríaco que atua como meia. Atualmente, joga pelo Austria Wien.

## Títulos
Austria Wien
- Campeonato Austríaco: 2012–13